# Poppi
Poppi is een gemeente in de Italiaanse provincie Arezzo (regio Toscane) en telt 6200 inwoners (2012). De oppervlakte bedraagt 96,9 km², de bevolkingsdichtheid is 64 inwoners per km². Poppi ligt in de vallei Casentino.

## Demografie
Het aantal inwoners steeg in de periode 1991-2012 met 10,7% volgens de tienjaarlijkse volkstellingen van ISTAT.
| Jaar | Inwoneraantal |
| ---- | ------------- |
| 1991 | 5601          |
| 2001 | 5873          |
| 2005 | 6077          |
| 2012 | 6200          |

## Geografie
De gemeente ligt op ongeveer 437 meter boven zeeniveau.
Poppi grenst aan de volgende gemeenten: Bagno di Romagna (FC), Bibbiena, Castel Focognano, Castel San Niccolò, Chiusi della Verna, Ortignano Raggiolo en Pratovecchio Stia.

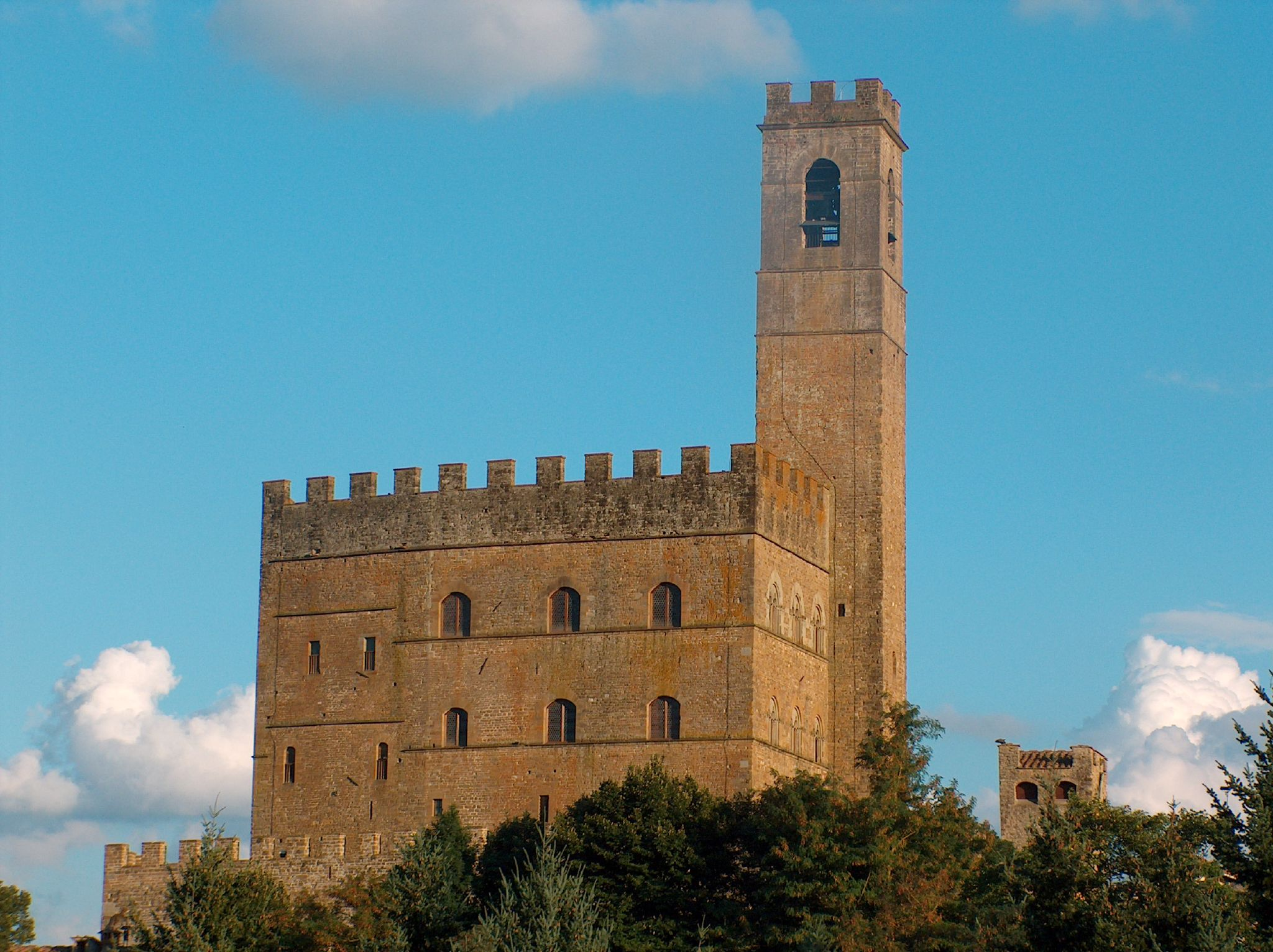
Kasteel van Poppi

## Geboren in Poppi
- Antonio Innocenti (23 augustus 1915), kardinaal van de Rooms-Katholieke Kerk.